# Política del Líbano

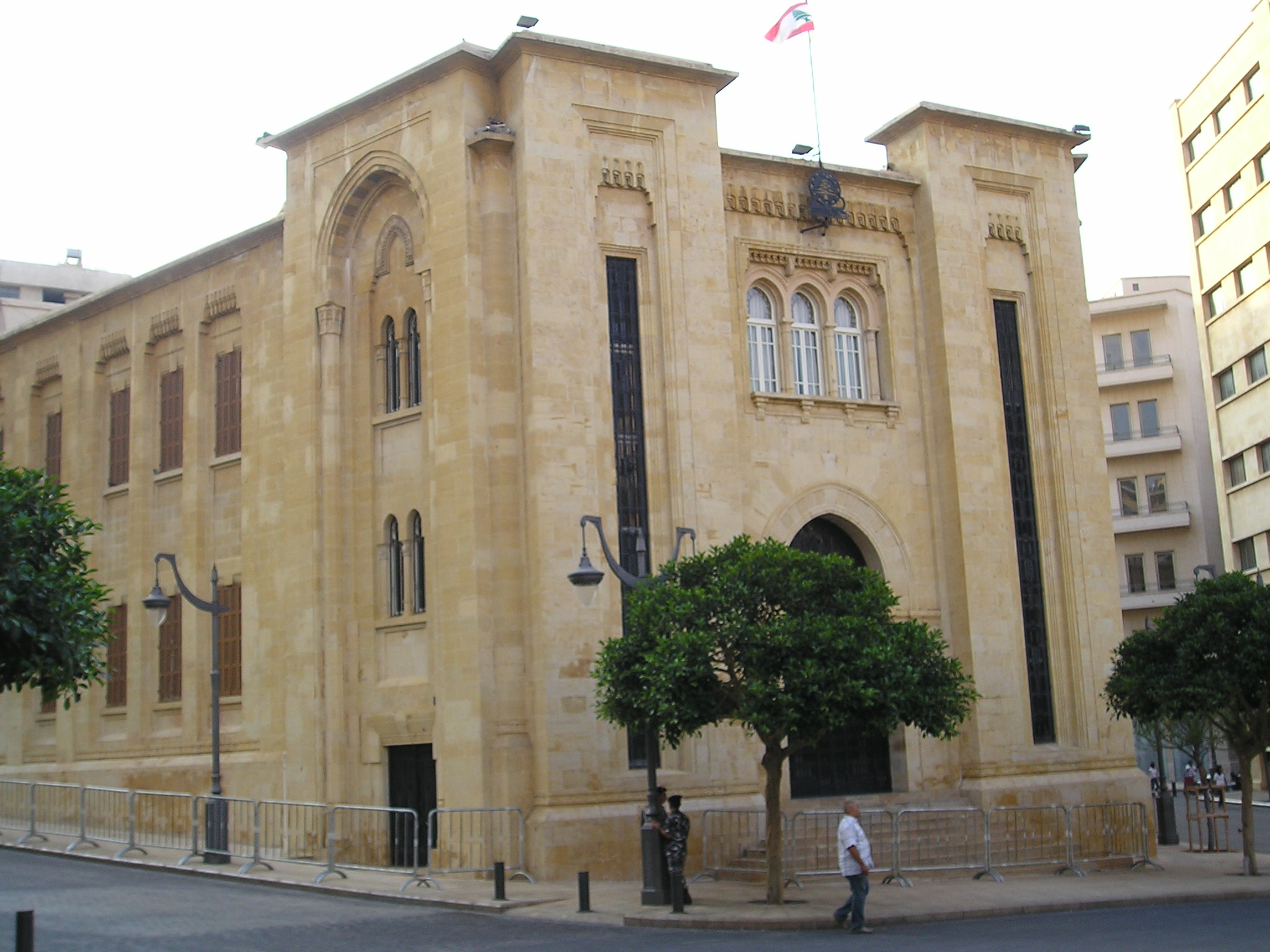
Edificio del Parlamento del Líbano en la Place d'Étoile de Beirut.

El Líbano es una democracia parlamentaria regida por un marco confesionalista, en el cual los cargos principales son repartidos proporcionalmente entre las distintas comunidades religiosas del país. La Constitución libanesa garantiza el derecho al cambio de gobierno mediante el voto, según la constitución, cada cuatro años. Las últimas elecciones fueron en 2009, siendo vencedora la llamada Alianza del 14 de Marzo.
El presidente es elegido por el Parlamento cada 6 años, y ambos eligen al primer ministro después de cada elección.
Desde 2025 el primer ministro es Nawaf Salam, y el presidente es Joseph Aoun. El vice primer ministro es Tarek Mitri.

## Poderes

### Poder ejecutivo
El Presidente, el cual es elegido por el Parlamento para un ejercicio de 6 años. Según la Constitución del Líbano debe ser un cristiano maronita, independientemente del partido político. El presidente junto con el Parlamento elige al primer ministro, que debe ser un musulmán suní. A su vez, el portavoz de la cámara debe ser un musulmán chií. Este sistema confesional está basado en el censo de 1932, momento en el que los cristianos maronitas conformaban la mayoría de la población libanesa. Hoy en día, este grupo supone un 40% de la población, siendo el restante 60% musulmanes, bien chiitas (27% aproximadamente), sunitas (24%) y drusos (5%). Aun así, el gobierno libanés ha evitado establecer nuevos censos oficiales, que podrían desestabilizar el actual equilibrio sistema parlamentario.

### Poder legislativo
El poder legislativo recae en el Parlamento del Líbano, denominado Asamblea de Representantes. La distribución de los 128 escaños se divide entre los distintos partidos de acuerdo a los resultados electorales, pero nuevamente se deben respetar las proporciones definidas para cada religión. En 1989 se firmó el acuerdo de Taif, en el cual se hizo una redistribución de los escaños, igualando el número de representantes cristianos y musulmanes. Así, el parlamento debe estar formado de la siguiente forma:
| Confesión            | Antes de Taif | Después de Taif |
| -------------------- | ------------- | --------------- |
| Maronitas            | 30            | 34              |
| Ortodoxos orientales | 11            | 14              |
| Católicos orientales | 6             | 8               |
| Ortodoxos armenios   | 4             | 5               |
| Católicos armenios   | 1             | 1               |
| Protestantes         | 1             | 1               |
| Otros cristianos     | 1             | 1               |
| Cristianos           | 54            | 64              |
| Sunitas              | 20            | 27              |
| Chiitas              | 19            | 27              |
| Drusos               | 6             | 8               |
| Alawitas             | 0             | 2               |
| Musulmanes           | 45            | 64              |
| Total                | 99            | 128             |

### Poder judicial
El poder judicial recae sobre:
- Cuatro cortes de casación: tres para casos civiles y una para casos penales.
- El Consejo Constitucional: encargado de supervisar la constitucionalidad de las leyes.
- El Consejo Superior: encargado de cargos contra el presidente o el primer ministro.
- Un sistema de cortes militares, que en casos de espionaje, traición y otros crímenes relacionados con la seguridad puede llegar a tener competencia sobre civiles.[4]